# Dorfkirche Thälendorf

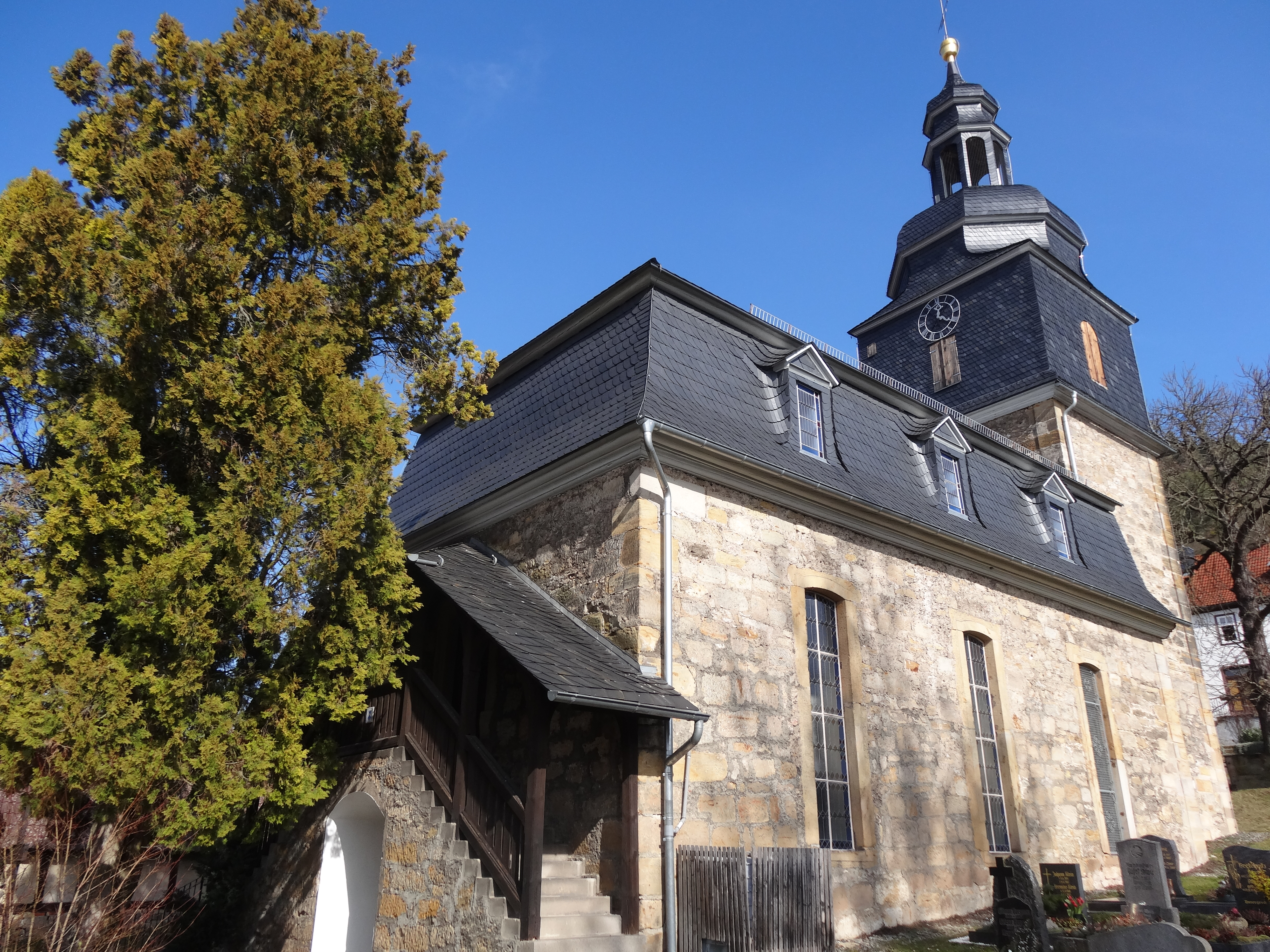
Kirche in Thälendorf, Thüringen

Die evangelische Dorfkirche Thälendorf steht im Ortsteil Thälendorf der Stadt Königsee im Landkreis Saalfeld-Rudolstadt in Thüringen.

## Geschichte
Mitten im Gebirgsdorf am Fuß des Forstberges stand eine kleine Kapelle ab dem 12. Jahrhundert. Aus ihr entwickelte sich die jetzige Kirche. Sie wurde ab 1750 errichtet und 1836 ausgebaut.
Diese im Blickfeld über den Häusern hervorragend stehende Kirche ist nunmehr denkmalgeschützt und wurde 1990 umfassend renoviert. Sie besitzt Buntglasfenster und eine wahrscheinlich 1837/1843 von Friedrich Menger aus Paulinzella gebaute Orgel. (Andere Quellen nennen Johann Daniel Schulze aus Milbitz als Erbauer und das Baujahr 1752.)